# Meridiano 41 W
O meridiano 41 W é um meridiano que, partindo do Polo Norte, atravessa o Oceano Ártico, Gronelândia, Oceano Atlântico, América do Sul, Oceano Antártico, Antártida e chega ao Polo Sul.
Forma um círculo máximo com o Meridiano 139 E.
Começando no Polo Norte, o meridiano 41º Oeste tem os seguintes cruzamentos:
| País, território ou mar | Notas |
| ----------------------- | --- |
| Oceano Ártico           | |
| Gronelândia             | |
| Fiorde de J.P. Koch     | |
| Gronelândia             | |
| Oceano Atlântico        | |
| Brasil                  | Ceará Piauí Pernambuco Bahia Minas Gerais Espírito Santo Minas Gerais Espírito Santo Minas Gerais Espírito Santo Rio de Janeiro |
| Oceano Atlântico        | Passa perto da costa brasileira, a leste de São João da Barra                                                                   |
| Brasil                  | Rio de Janeiro |
| Oceano Atlântico        | |
| Oceano Antártico        | |
| Antártida               | Território reivindicado pela Argentina (Antártida Argentina) e Reino Unido (Território Antártico Britânico)                     |